# ダブルスクール
ダブルスクールとは、大学（短期大学を含む）や高等学校に在籍しながら別の専修学校に籍を置くこと、またはその逆（広義）。
専ら、大学生や短大生が自分の意思で夜間等に専門学校の教育を別途受けることや、昼間定時制の高校生が自分の意思で高等専修学校に在籍することを意味することが多く（狭義）、昼間の専門学校生が夜間に大学二部、夜間主コース、提携校以外の大学通信課程に通学する場合や昼間の高等専修学校生が技能提携している定時制高校や通信制高校に在籍する場合にダブルスクールと呼ばれることは少ない。
大学のコースが直接就職に直結したような手に職をつけるものではなかった場合、あるいは自分が本当に勉強してみたいと思ったような学科ではなかった場合、難関資格試験の勉強をする場合などがある。特に公認会計士試験の場合は、監査業界の特殊性（会計基準等が毎年の様に改訂される）から独学が困難である為、経理研究所が設置されている中央大学出身者を除き、ほぼ全ての合格者が予備校とのダブルスクールを経験している。大都市圏の大学生にこういうケースが増えてきた一方、大学全入時代到来以降、私立大学が職業教育に力を入れたため、第二次ベビーブーム世代の急増期に比べ、ダブルスクールが話題になることもなくなった。
外国語、簿記、アート、デザインなど、企業実務につながる分野に比較的よく見られる。
原因としては、大学が提供してくれる教育サービスへの不満、不信、職業選択と就職のための実利的な戦略、学習塾に通い慣れた世代の補習授業感覚など、さまざまな理由が考えられる。

## 提携校でのダブルスクール
最近では専門学校において、提携関係にある大学にも同時に在籍できる4年制学科を置くなど、学校間の提携によりダブルスクールを可能にしている所もある（「大学連携専修学校教育」「大学併修制度」などと呼ばれることもある）。
この場合、例えば午前中に専門学校の講義、午後に大学の講義を聴講するという時間割が採用される。また、大学と専門学校の地理的事情から、多くは大学の通信教育部と提携し、講義は大学からの中継などで聴講する。
但し、履修する分野が互いに重複し「1校分の学習負荷」となるような教育課程が編成され、「専門学校にいながら学士の学位も取得可能」ということをセールスポイントにする場合が多い。
学生の側も、知識や教養を広めることより「大学卒業のステータスを得る」「目標とする国家試験等の受験資格が大学・短大卒以上である」ということを優先するなど、大学入試の負担を負わずに大学を卒業しようとする思惑があると見られる。

## ダブルスクール制度がある短期大学等
- 光塩学園女子短期大学
- 函館短期大学
- 佐賀短期大学
- 長崎短期大学
- 京都経済短期大学
- 自由が丘産能短期大学
- 近畿大学豊岡短期大学